# USB Attached SCSI
USB Attached SCSI(UAS) 또는 USB Attached SCSI Protocol(UASP)은 하드 디스크 드라이브(HDD), 솔리드 스테이트 드라이브(SSD), USB 플래시 드라이브와 같은 USB 저장 장치 간에 데이터를 주고받는 데 사용되는 컴퓨터 프로토콜이다. UAS는 USB 프로토콜에 기반하며 표준 SCSI 명령 집합을 사용한다. UAS를 사용하면 일반적으로 기존 USB 대용량 저장 장치(BOT) 드라이버보다 전송 속도가 더 빠르다.
UAS는 USB 3.0 표준의 일부로 도입되었지만, 호환되는 하드웨어, 펌웨어 및 드라이버를 사용하면 더 느린 USB 2.0 표준을 준수하는 장치에서도 사용할 수 있다. UAS는 기존 USB 대용량 저장 장치(BOT) 프로토콜의 단점, 즉 명령 대기열 처리 또는 잘못된 명령 완료를 수행할 수 없다는 문제를 해결하기 위해 개발되었다. 이러한 기능을 지원하기 위해 USB3 사양에 대량 스트리밍 프로토콜이 추가되었고, USB 호스트 컨트롤러 인터페이스(Extensible Host Controller Interface)에 스트림 지원이 추가되었다.